# 上石神井

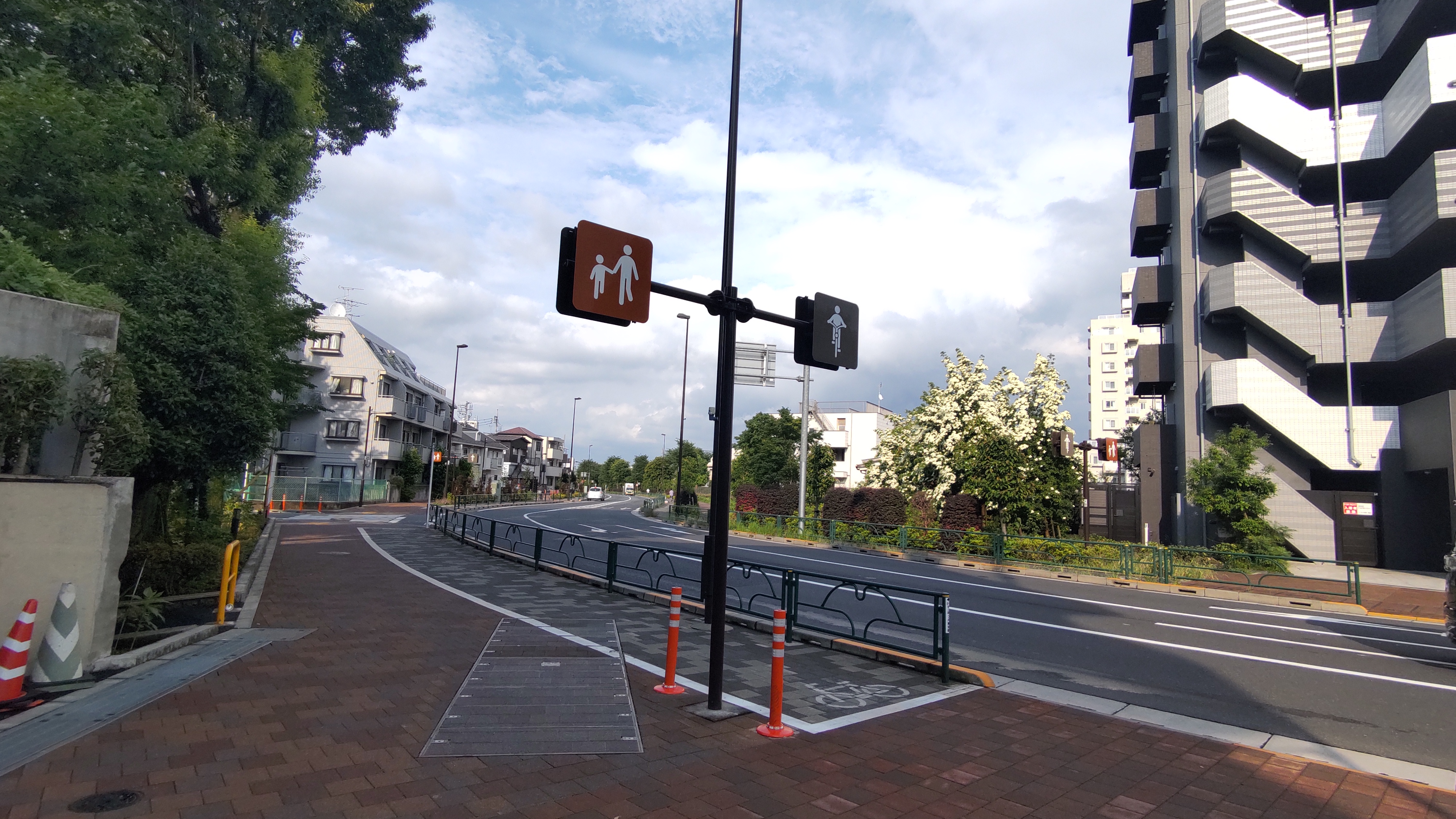
千川通り（関町一丁目交差点、上石神井体育館の近く）

上石神井（かみしゃくじい）は、東京都練馬区の町名。現行行政地名は上石神井一丁目から上石神井四丁目。住居表示実施済み区域。

## 地理
練馬区南西部の拠点である、西武新宿線の急行停車駅「上石神井駅」が位置する。
町域北部を石神井川を境に石神井台と僅かに石神井町、東部を石神井公園に通じる井草通りを境に下石神井に接し、南部を千川通りと、新宿駅南口に通じる青梅街道を境に関町南・上石神井南町。西部を関町東と接する。

### 河川
- 石神井川

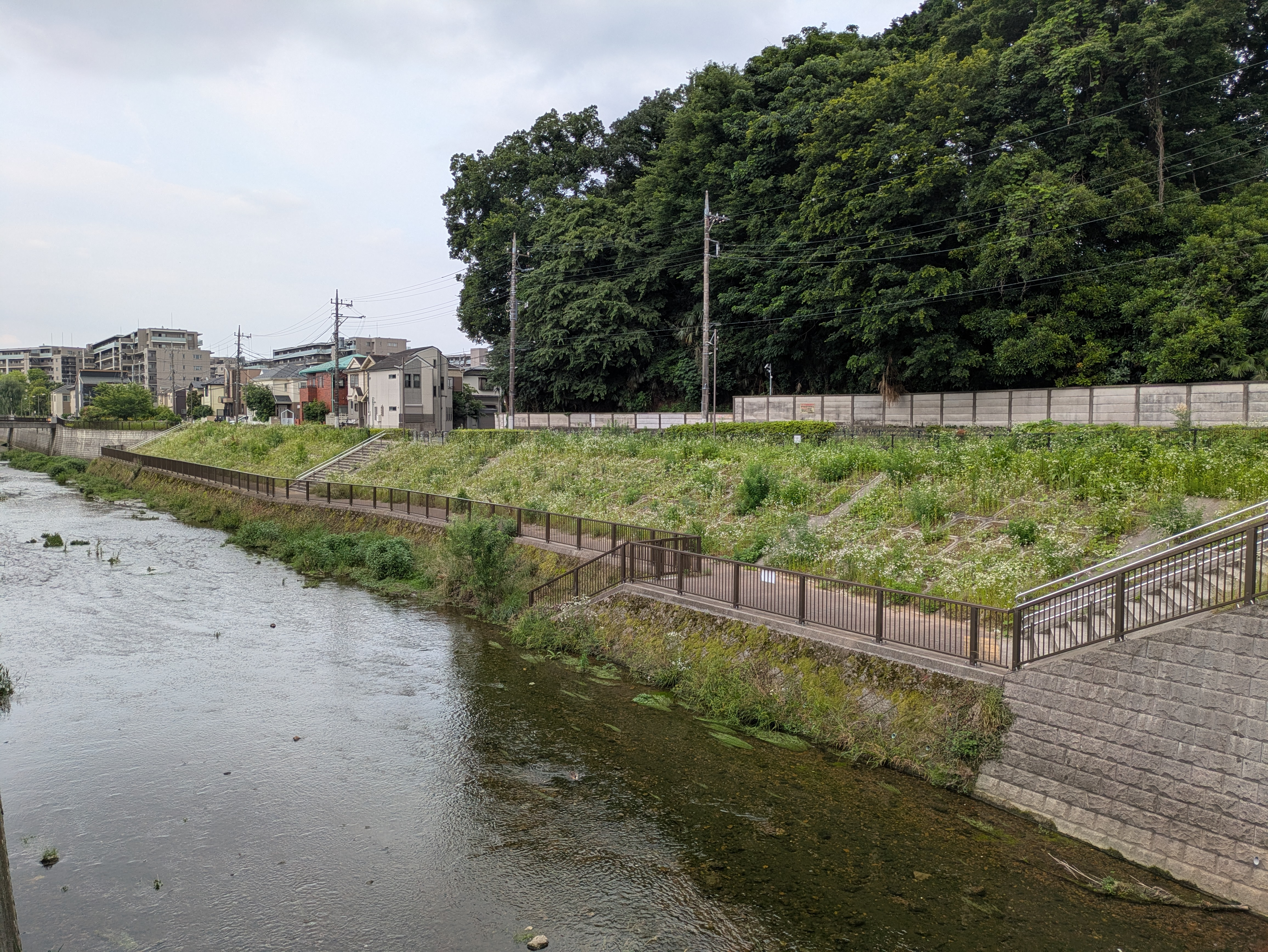
石神井川親水テラス部

- 千川上水 ｰｰｰ 街区南端に流路を形成していた。流路は千川通りとして形状を残す。

### 地価
住宅地の地価は、2025年（令和7年）1月1日の公示地価によれば、上石神井1-30-24の地点で43万5000円/m2、上石神井2-4-4の地点で44万8000円/m2、上石神井4-30-17の地点で41万7000円/m2となっている。

## 歴史
江戸時代、現在の上石神井および石神井台は武蔵国豊島郡上石神井村と呼ばれていた。現在の上石神井の範囲は字城山、観音山、立野、池淵、出店（でだな）辺りであり、城山と呼ばれていた場所には現在、早稲田大学高等学院・中学部がある。

### 沿革
- 1889年（明治22年） 5月1日 - 町村制施行によって上石神井村は下石神井村、谷原村、田中村、上土支田村、関村と合併して豊島郡石神井村大字上石神井となる。
- 1932年（昭和7年） 10月1日 - 大東京市の成立に際して板橋区上石神井一丁目、上石神井二丁目となる。
- 1947年（昭和22年）8月1日 - 板橋区からの分区により、練馬区上石神井一丁目、上石神井二丁目となる。この当時の上石神井一・二丁目は広大な地域で、現行町名の「上石神井」と「石神井台」を含む区域にほぼ相当する。
- 1970年（昭和45年）7月1日 - 住居表示実施により、（旧）上石神井二丁目のほぼ全域が石神井台一 - 八丁目となる。
- 1978年（昭和53年）1月1日 - 住居表示実施により、（旧）上石神井二丁目の残余の一部（早実グラウンド周辺）が関町北五丁目に編入される。
- 1980年（昭和55年）8月1日 - 住居表示実施により、（旧）上石神井二丁目の残余の一部が東大泉五丁目3番街区に編入される。
- 1984年（昭和59年）6月1日 - 住居表示実施により、（旧）上石神井一丁目の一部（千川通り以南など）が上石神井南町に、関町側の一部が関町南一・二丁目に編入される。
- 1985年（昭和60年）6月1日 - 住居表示実施により、（旧）上石神井一丁目の全域、（旧）上石神井二丁目の残余（石神井川南岸のきわめて狭小な区域）、（旧）下石神井一丁目の一部（井草道り以西など）、関町一丁目、関町二丁目の一部をもって（現）上石神井一丁目 - 四丁目が成立した。

## 世帯数と人口
2025年（令和7年）4月1日現在（練馬区発表）の世帯数と人口は以下の通りである。
| 丁目           | 世帯数     | 人口     |
| -------------- | ---------- | -------- |
| 上石神井一丁目 | 3,512世帯  | 5,377人  |
| 上石神井二丁目 | 2,636世帯  | 4,461人  |
| 上石神井三丁目 | 2,869世帯  | 5,766人  |
| 上石神井四丁目 | 2,752世帯  | 4,813人  |
| 計             | 11,769世帯 | 20,417人 |

### 人口の変遷
国勢調査による人口の推移。
| 年                 | 人口   |
| ------------------ | ------ |
| 1995年（平成7年）  | 19,212 |
| 2000年（平成12年） | 19,071 |
| 2005年（平成17年） | 19,263 |
| 2010年（平成22年） | 18,964 |
| 2015年（平成27年） | 18,435 |
| 2020年（令和2年）  | 18,871 |

### 世帯数の変遷
国勢調査による世帯数の推移。
| 年                 | 世帯数 |
| ------------------ | ------ |
| 1995年（平成7年）  | 8,806  |
| 2000年（平成12年） | 9,274  |
| 2005年（平成17年） | 9,739  |
| 2010年（平成22年） | 9,971  |
| 2015年（平成27年） | 9,695  |
| 2020年（令和2年）  | 10,539 |

## 学区
区立小・中学校に通う場合、学区は以下の通りとなる（2022年7月現在）。
| 丁目           | 番地                                     | 小学校                   | 中学校                 |
| -------------- | ---------------------------------------- | ------------------------ | ---------------------- |
| 上石神井一丁目 | 全域                                     | 練馬区立上石神井小学校   | 練馬区立上石神井中学校 |
| 上石神井二丁目 | 全域                                     | 練馬区立上石神井小学校   | 練馬区立上石神井中学校 |
| 上石神井三丁目 | 1〜4番 7〜33番                           | 練馬区立石神井小学校     | 練馬区立上石神井中学校 |
| 上石神井三丁目 | 5〜6番                                   | 練馬区立石神井小学校     | 練馬区立石神井南中学校 |
| 上石神井三丁目 | 34〜37番                                 | 練馬区立上石神井北小学校 | 練馬区立上石神井中学校 |
| 上石神井四丁目 | 8番 21番                                 | 練馬区立上石神井北小学校 | 練馬区立上石神井中学校 |
| 上石神井四丁目 | 32番7〜10号                              | 練馬区立石神井西小学校   | 練馬区立石神井西中学校 |
| 上石神井四丁目 | 1〜7番 9〜20番 22〜31番 32番11・22・35号 | 練馬区立上石神井小学校   | 練馬区立上石神井中学校 |

## 交通

### 鉄道
| 街区内の駅                     | バス移動等で利用可能の駅 |
| ------------------------------ | --- |

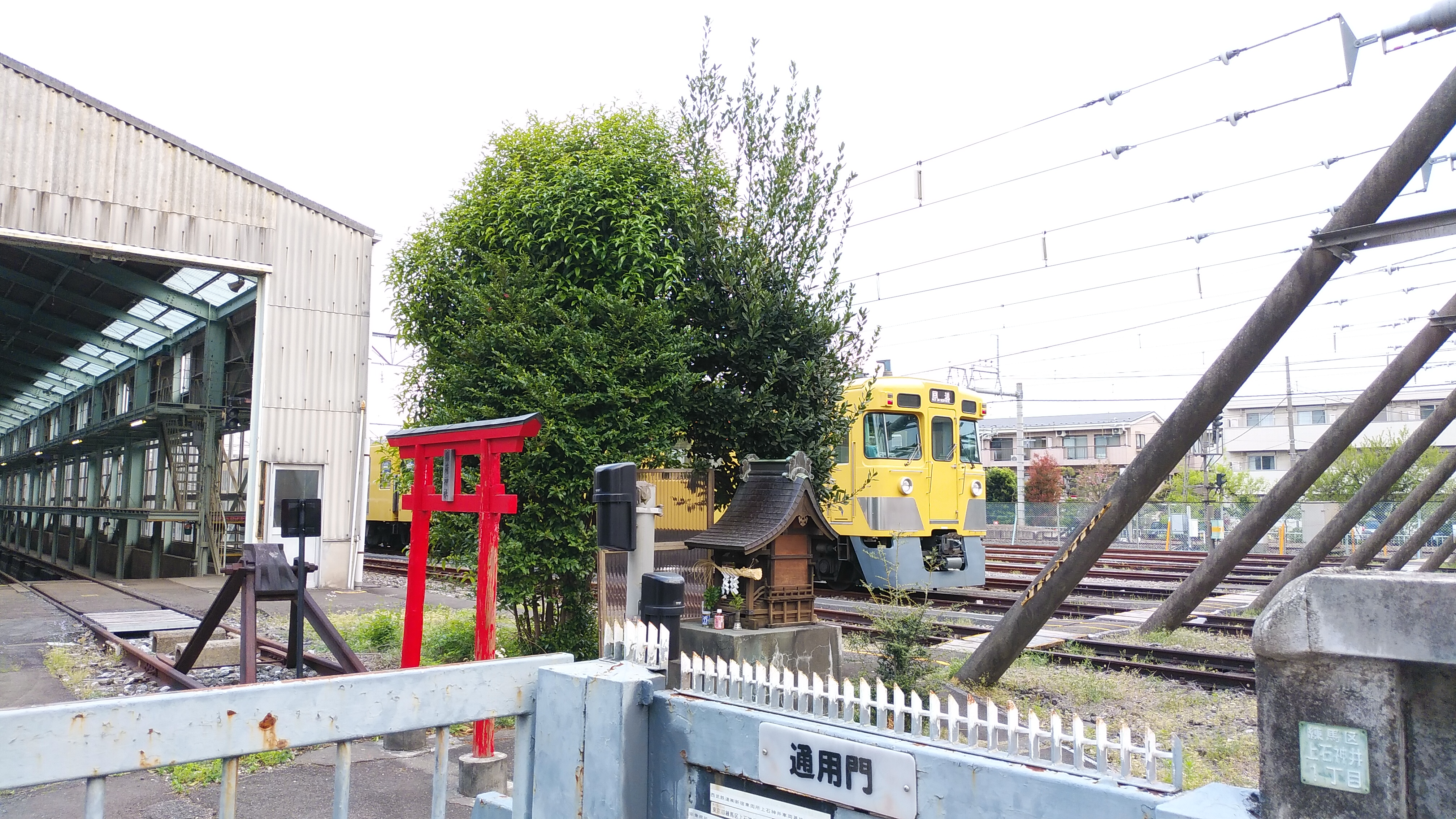
上石神井車両基地

| 西武新宿線 - 上石神井駅(SS 13) | 西武池袋線 - 大泉学園駅(SI 11) - 石神井公園駅(SI 10) JR中央線 JR中央・総武線各駅停車 - 西荻窪駅(JC 10)(JB 03) JR中央線 JR中央・総武線各駅停車 京王井の頭線 - 吉祥寺駅(JC 11)(JB 02)(IN 17) |

西武新宿線の上石神井駅が存在。急行停車駅である他、上石神井車両基地が併設され西武新宿方面への運行本数が多い。

### 道路
- 千川通り
- 新青梅街道
- 井草通り
- 青梅街道

### バス
- 西武バス上石神井営業所が存在。
- 関東バス青梅街道営業所が存在。

## 産業

### 事業所
2021年（令和3年）現在の経済センサス調査による事業所数と従業員数は以下の通りである。
| 丁目           | 事業所数  | 従業員数 |
| -------------- | --------- | -------- |
| 上石神井一丁目 | 236事業所 | 1,894人  |
| 上石神井二丁目 | 148事業所 | 1,086人  |
| 上石神井三丁目 | 89事業所  | 1,099人  |
| 上石神井四丁目 | 157事業所 | 1,191人  |
| 計             | 630事業所 | 5,270人  |

#### 事業者数の変遷
経済センサスによる事業所数の推移。
| 年                 | 事業者数 |
| ------------------ | -------- |
| 2016年（平成28年） | 657      |
| 2021年（令和3年）  | 630      |

#### 従業員数の変遷
経済センサスによる従業員数の推移。
| 年                 | 従業員数 |
| ------------------ | -------- |
| 2016年（平成28年） | 5,100    |
| 2021年（令和3年）  | 5,270    |

### 農業
- 販売農家数：14戸
- 農業就業人口：38人
- 経営耕地面積：619a
  - 畑：437a
  - 樹園地：182a
- 主要農作物作付面積
  - キャベツ：237a
  - ばれいしょ：57a
  - ダイコン：25a
  - ほうれんそう：154a

（2000年（平成12年）2月1日現在、「練馬区統計書平成17年版 農業センサス」より。なお、ここに掲載したのは農業集落名が「上石神井一丁目」となっている農家である。「上石神井二丁目」という集落もあるが北隣の石神井台にある。）上石神井の農業は宅地化が進み縮小しつつある。ほうれんそうの作付面積は区内で2番目に大きい（1位は田柄の255a）。

### 工業
- 工場数：12（2003年（平成15年）12月現在「練馬区統計書平成17年版 工業統計調査」より）
- 従業者数：155人
  - 常用労働者：148人
  - 事業主・家族従業者：7人
- 製造品出荷額等：104,715（万円）
- 付加価値額：71628（万円）

### 商業
- 卸売業（2002年（平成14年）6月1日現在、「練馬区統計書平成17年版 商業統計調査」より）
  - 商店数：22
  - 従業者数：357人
  - 年間販売額：7538（百万円）
- 小売業
  - 商店数：176
  - 従業者数：1042人
  - 年間販売額：14655（百万円）
  - 売り場面積：11961m2

## 教育機関
- 練馬区立上石神井小学校
- 練馬区立上石神井中学校
- 東京都立井草高等学校

- 早稲田大学高等学院・中学部

## 施設

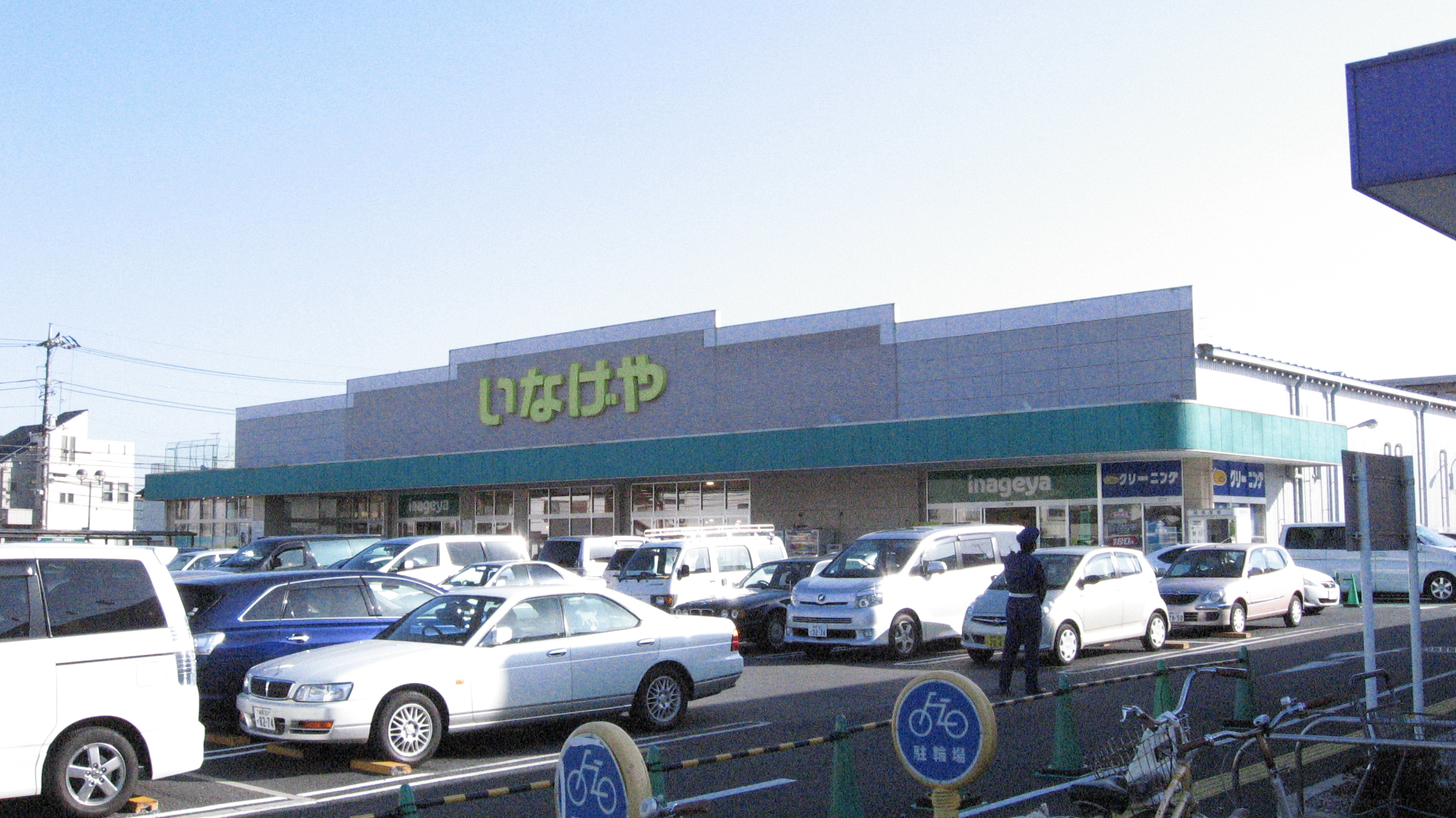
いなげや練馬上石神井南店

### 上石神井一丁目
- 上石神井駅
- 上石神井車両基地
- 西友上石神井店
- 区立上石神井体育館
- 練馬区役所上石神井出張所
- 上石神井郵便局
- 三菱UFJ銀行上石神井支店

### 二丁目
- 東京都立井草高等学校

### 三丁目
- 石神井清掃事務所
- 早稲田大学高等学院・中学部
- 石神井公園団地 - 1967年竣工の総戸数490戸の公団住宅。2020年から建て替え工事着手。

### 四丁目
- 上石神井小学校
- 上石神井中学校
- 上智大学石神井キャンパス（神学部）
- 厚生労働省上石神井庁舎
- 労働政策研究・研修機構

## その他

### 日本郵便
- 郵便番号 : 177-0044[3]（集配局 : 石神井郵便局[16]）。